# Notaden bennettii
Notaden bennettii és una espècie de granota que viu a Austràlia (oest de Nova Gal·les del Sud i sud-oest de Queensland).